# 天目铁角蕨
天目铁角蕨（学名：Asplenium tianmushanense）为铁角蕨科铁角蕨属下的一个种。

## 扩展阅读
維基物種上的相關：天目铁角蕨